# Politique à Saint-Vincent-et-les-Grenadines
Le politique à Saint-Vincent-et-les-Grenadines repose sur un modèle d'État de démocratie parlementaire. Membre du Commonwealth, Saint-Vincent-et-les-Grenadines est une monarchie, indépendante depuis le 27 octobre 1979, dont le chef de l'État formel est le souverain de Saint-Vincent-et-les-Grenadines, à l'heure actuelle le roi Charles III.

## Institutions
Le roi est représenté, dans l'archipel, par un gouverneur général, nommé par le gouvernement, et dont les fonctions sont essentiellement protocolaires (par exemple, nomination d'un vice-Premier ministre, avec l'avis du Premier ministre). À l'heure actuelle, ce gouverneur général est dame Susan Dougan (depuis le 1er août 2019).
Le pouvoir exécutif est assuré par un gouvernement dirigé par un Premier ministre. Le Premier ministre est formellement désigné par le gouverneur général, qui, à l'image de ce qui se passe au Royaume-Uni, nomme à ce poste le leader du parti politique ayant remporté la majorité en sièges lors des élections.
Le pouvoir législatif est exercé par l'Assemblée de Saint-Vincent-et-les-Grenadines, un parlement monocaméral composé de 21 membres, dont 15 élus au suffrage universel et 6 membres nommés par le gouverneur général (4 sur proposition du Premier ministre, 2 sur proposition du chef de l'opposition parlementaire). La durée du mandat des députés et sénateurs est de 5 ans, mais le Premier ministre dispose de la faculté de provoquer de nouvelles élections (et nominations de sénateurs consécutives) à tout instant.
Le pouvoir judiciaire, dans l'archipel, est très inspiré par le système judiciaire britannique. Il y a 11 tribunaux répartis en 3 districts judiciaires, coiffés par une Cour suprême, qui n'est toutefois pas le dernier recours judiciaire puisqu'existe la possibilité de recours au Conseil privé de Sa Majesté (Her Majesty's Most Honourable Privy Council, article anglophone).
Il n'existe pas de collectivité territoriale dans l'archipel, les six paroisses étant directement administrées par le gouvernement.

## Composition du gouvernement

### Gouvernement formé le31 mars 2001et remanié le17 mai 2005
- Premier ministre, ministre des Finances, du Plan, du Développement économique, du Travail, de l’Information, des Grenadines et des Affaires judiciaires : Ralph Gonsalves
- Attorney General (ministre de la Justice) : Judith Jones Morgan
- Vice-Premier ministre, ministre des Transports, des Travaux publics et du Logement : Louis Straker (nommé le 17 mai 2005)
- Ministre des Affaires étrangères, du Commerce et du Commerce international : Mike Browne (nommé le 17 mai 2005)
- Ministre de la Sécurité nationale, du Service public et du Développement aéroportuaire : Vincent Beache
- Ministre de l’Éducation, de la Jeunesse et des Sports : Clayton Burgin (nommé le 17 mai 2005)
- Ministre de l’Agriculture, des Terres et de la Pêche : Girlyn Miguel
- Ministre du Développement social, des Coopératives, de la Famille, de la Condition féminine et des Affaires religieuses : Selmon Walters
- Ministre de la Santé et de l’Environnement : Douglas Slater
- Ministre des Télécommunications, des Sciences de la Technologie et de l’Industrie : Jerrol Thompson
- Ministre du Tourisme et de la Culture : Renée Baptiste
- Ministre délégué auprès du ministre de l’Agriculture, des Terres et de la Pêche : Montgomery Daniel
- Ministre délégué auprès du ministre des Finances et du Plan, chargé du Plan et des Terres domaniales : Conrad Sayers

## Partis politiques
L'archipel a longtemps été dominé par deux partis politiques, le People's Political Party (PPP), fondé en 1952 par Ebenezer Joshua, parti qui s'est auto-dissous en 1984, et le Saint Vincent Labor Party (SVLP), fondé en 1955 par Milton Cato.
Le PPP a remporté les élections législatives de 1957 à 1966, tandis que le SVLP a gagné les élections de 1967, puis celles de 1974 et 1979 (premières élections après l'indépendance).
En 1984, à la surprise générale, le New Democratic Party (NDP), dirigée par James Fitz-Allen Mitchell a remporté les élections, obtenant 9 sièges sur les 15 de la chambre des représentants. James Mitchell et le NDP avaient déjà dirigé le pays de 1972 à 1974.
En 1989, le NDP remporta la totalité des 15 sièges de la chambre.
Les élections de 1994 ont vu un timide retour de l'opposition, dans une « coalition de l'unité » qui a obtenu 3 sièges.
Les élections de 1998 se sont traduites par un net rééquilibrage : le NDP gagnant une majorité étroite de 8 sièges, tandis que le Unity Labour Party en remportait 7. À noter que le découpage des circonscriptions électorales a conduit à la victoire en sièges d'un parti n'ayant remporté que 45 % des suffrages, tandis que le parti perdant en sièges était en fait gagnant en ce qui concerne le nombre d'électeurs.
Le 27 octobre 2000, James Fitz-Allen Mitchell démissionna, après plus de seize ans passés au poste de Premier ministre, et fut remplacé par Arnhim Eustace, membre de la même formation.
Le 28 mars 2001, changement de majorité : le NDP ne gagne que 3 sièges, tandis que l'ULP en remporte 12, conduisant ainsi son chef, Ralph Gonsalves, à devenir Premier ministre dès le 30 mars.

## Pour approfondir